# Notopora auyantepuiensis
Notopora auyantepuiensis là một loài thực vật có hoa trong họ Thạch nam. Loài này được Steyerm. mô tả khoa học đầu tiên năm 1967.